# VivaCité
Pour les articles homonymes, voir Vivacité.
VivaCité est une station de radio généraliste de proximité belge de service public proposée par la RTBF dont la programmation s’appuie sur trois axes : le sport, les régions et l’interactivité.
VivaCité est apparue sur les ondes le 29 février 2004 de la fusion entre Fréquence Wallonie et Bruxelles Capitale à la suite du plan Magellan, le plan de réorganisation de la radio publique. Radiolène, une radio locale RTBF située à Verviers, a également été absorbée par VivaCité avant de disparaître fin 2009.

## Histoire
Lors de sa création en 2004, VivaCité est doté de 4 décrochages régionaux : Bruxelles, Liège, Mons (pour le Hainaut) et Namur-Luxembourg (couvrant également le Brabant Wallon). En 2005, un décrochage est créé à Charleroi pour le sud du Hainaut, suivi en 2011 pour le Luxembourg. Le 16 mai 2018, un 7e décrochage est créé pour le Brabant Wallon,.

## Identité de la station

### Logos

Logo de Fréquence Wallonie du 24 octobre 1994 au 29 février 2004
Logo actuel de VivaCité depuis le 29 février 2004

### Partenaires
- RTBF depuis 2004
- Télésambre depuis 2017
- TV Com depuis 2018

## Animatrices et animateurs

### Historique
Le 2 juillet 2018, Olivier Duroy arrive sur VivaCité, ayant quitté la matinale de NRJ Belgique après sept années d'animation.

### Personnalités
- Olivier Duroy
- Adrien Joveneau
- Jean-Louis Lahaye
- Terry Lemmens
- Thomas Leridez
- Maureen Louys

## Programmation

### Podcasts de VivaCité
Tous les podcasts de VivaCité sont accessibles via le site Internet des radios de la RTBF.

### Événementiel
- du 17 au 23 décembre 2017, sur la Grand-Place de Nivelles, VivaCité a centralisé la 5e édition de l'opération caritative Viva for Life au profit de l'enfance déshéritée[4].

## Diffusion

### Par le DAB+
La radio FM permet la réception des programmes de VivaCité en modulation de fréquence, assurée pour toute la Communauté française et Communauté germanophone de Belgique. Les zones géographiques suivantes possèdent leur propre bande FM et des fréquences spécifiques selon l'endroit précis où l'on réceptionne le signal.

### Par modulation de fréquence (FM)
La RTBF s'appuie sur le DAB+ de Belgique, lequel permet à VivaCité d'être diffusée pour les Communauté française et Communauté germanophone. On dénombre quatre multiplexes.

### Par câble et l'IPTV
VivaCité est diffusée par le câble et l'IPTV, par l'intermédiaire des télédistributeurs Orange, Proximus, Telenet et VOO.

### Par Internet
L'écoute du flux de VivaCité est possible en faisant appel au streaming de la station à partir de son site Internet, du site Auvio de la RTBF ou du site Radioplayer, player des radios belges francophones publiques et privées. Certaines des chroniques et séquences de cette radio sont disponibles à la demande (podcast) sur son site Internet ou via des applications tierces.
Les programmes de VivaCité peuvent aussi être écoutés en direct et/ou différé via des enceintes connectées.